# Tangice
Tangice so modno spodnje oblačilo (natančneje moške ali ženske spodnje hlačke ali kopalke, ki so sestavljene iz vrvic ali ozkih trakov na zadnjem delu, narejene, da se namestijo med ritnici. 
Tangice se razlikujejo glede na gostoto, material ali tip zadnjega dela tangic. Nosijo jih lahko tako ženske kot moški. Tangice so podobne stringicam (G-string tangice), vendar imajo več materiala med nogami in na zadnjem delu, medtem ko stringice imajo samo vrvico.
| Zadek    | Strani                    | Strani                  |
| -------- | ------------------------- | ----------------------- |
| Zadek    | Vrvice                    | Mašnja                  |
| T-string |                           | Underwear - string back |
| G-string | Underwear - triangle back |                         |
| V-string | Underwear - V back        |                         |